# Half of a Yellow Sun (film)
Cet article concerne le film. Pour le roman, voir Half of a Yellow Sun.
Pour plus de détails, voir Fiche technique et Distribution.
Half of a Yellow Sun (en français L'Autre Moitié du Soleil) est un film historique britannico-nigérian réalisé par Biyi Bandele, sorti en 2013.

## Synopsis
Le film se déroule durant les années 1960 au Nigéria. Il est centré sur l'histoire de deux sœurs, Olanna et Kainene, revenant dans leur pays natal après avoir grandi en Angleterre. Leurs mœurs, très différentes de ceux du pays, choquent beaucoup leur famille. La première est en ménage avec le célèbre et révolutionnaire professeur Odenigbo tandis que l'autre, femme d'affaires, tombe amoureuse de Richard, un écrivain anglais. Mais la guerre du Biafra gronde et une lourde trahison va menacer la famille.

## Fiche technique
Sauf indication contraire, les informations mentionnées dans cette section peuvent être confirmées par la base de données cinématographiques IMDb,  présente dans la section « Liens externes ».
- Titre original : Half of a Yellow Sun
- Titre québécois : L'Autre Moitié du Soleil
- Réalisation : Biyi Bandele
- Scénario : Biyi Bandele, d'après le roman L'Autre Moitié du soleil de Chimamanda Ngozi Adichie
- Direction artistique : Christophe Dalberg
- Costumes : Jo Katsaras
- Photographie : John de Borman
- Montage : Chris Gill
- Musique : Ben Onomo et Paul Thomson
- Production : Andrea Calderwood et Gail Egan
- Sociétés de production : Shareman Media et Slate Films
- Société de distribution : 	Metro International, Leap Frog Films, FilmOne Distribution et Monterey Media Inc
- Budget : 1 000 000 $
- Pays d’origine : Nigéria / Royaume-Uni
- Langue originale : anglais
- Format : couleur - 35 mm - 2.35:1 - Dolby numérique
- Genre : Film historique
- Durée : 111 minutes
- Dates de sortie :
- États-Unis : 8 septembre 2013 (festival du film de Toronto)
  -  Royaume-Uni : 11 avril 2014
  -  Nigeria : 1er août 2014
  -  France : 28 septembre 2015 (en VOD)

## Distribution
- Chiwetel Ejiofor (VQ : Marc-André Bélanger) : Odenigbo
- Thandie Newton (VQ : Michèle Lituac) : Olanna
- Onyeka Onwenu (VQ : Claudine Chatel) : Mère d'Odenigbo
- Genevieve Nnaji : Mlle Adebayo
- OC Ukeje : Aniekwena
- Anika Noni Rose (VQ : Annie Girard) : Kainene
- Joseph Mawle (VQ : François Godin) : Richard
- John Boyega (VQ : Kevin Houle) : Ugwu
- Susan Wokoma : Amala
- Hakeem Kae-Kazim : Captain Dutse
- Rob David : Redhead Charles
- Babou Ceesay (VQ : Christian Perrault) : Okeoma
- Gloria Young : Aunty Ifeka
- Wale Ojo : Chef Okonji
- Tina Mba : Mme Ozobia
- Zack Orji : Chef Ozobia

## Accueil
Ce film est le second plus gros succès box-office de l'histoire du cinéma nigérian. Sur Rotten Tomatoes, il reçoit 52 % de critiques favorables.

### Box-office
| Pays             | Box-office  |
| ---------------- | ----------- |
| Monde            | 2 406 393 $ |
| Nigeria          | 2,1 M $     |
| États-Unis       | 54 529 $    |
| Royaume-Uni      | 214 101 $   |
| Nouvelle-Zélande | 37 763 $    |

## Distinctions

### Nominations
| Année               | Cérémonie ou récompense   | Prix                 | Lauréat(es) |
| ------------------- | ------------------------- | -------------------- | ----------- |
| 2014                |                           |                      |             |
| Film from the South | Best feature              | Biyi Bandele         |             |
| 2015                |                           |                      |             |
| Image Awards        | Meilleur film indépendant | Half of a Yellow Sun |             |
| Black Reel Awards   | Meilleur film étranger    | Biyi Bandele         |             |